# NGC 12

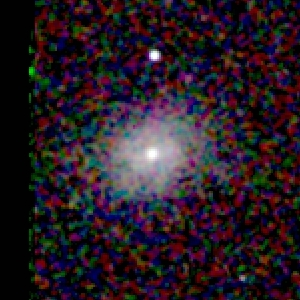
NGC 12 par 2MASS (proche-infrarouge)

NGC 12 est une galaxie spirale intermédiaire dans la constellation des Poissons. Elle a été découverte par l'astronome germano-britannique William Herschel en 1790.

## Caractéristiques
Sa vitesse par rapport est de 3 574 ± 25 km/s, ce qui correspond à une distance de Hubble de 52,7 ± 3,7 Mpc (∼172 millions d'al).
La classe de luminosité de NGC 12 est III et elle présente une large raie HI.
Une mesure non basée sur le décalage vers le rouge (redshift) donne une distance d'environ 47,000 Mpc (∼153 millions d'al). Cette valeur est tout juste à l'extérieur des valeurs de la distance de Hubble.